# Termická konvekce
V meteorologii představuje pojem termické konvekce převážně vertikální pohyby vzduchu, vyvolané teplotními rozdíly mezi vzduchovými částicemi a okolní atmosférou. Jedná se tedy o působení archimédovské vztlakové síly na vzduchové částice, které při zvýšení své teploty nad teplotu obklopujícího atmosférického prostředí nabudou nižší hustoty, tj. nižší hmotnosti, a díky tomu začnou samovolně stoupat do výšky. Tyto vertikální výstupné pohyby jsou samovolné — nazývají se volná konvekce, vzduch je vynášen vzhůru jen na základě své vztlakové síly, dané rozdílem hustoty, resp. teploty, mezi částicí a jejím bezprostředním okolím.
Termická konvekce představuje převážně vertikálně orientované pohyby vzduchových částic v prostředí okolní atmosféry. Stoupavé proudy vystupují do takové výšky, dokud se jejich pohybová energie zcela nevyčerpá na tření, turbulentní výměnu s okolní atmosférou a tepelnou výměnu. Během výstupu dochází k prolínání vzduchu z vnitřní části konvektivních proudů se vzduchem v okolní obklopující atmosféře.
Termickou bublinu si lze představit jako objem vzduchu, připomínající svým tvarem kouli, polštář nebo balón. Od okolní atmosféry je teplotně oddělena virtuálním tepelně neprostupným povrchem — toto zjednodušení vychází z předpokladu, že během výstupu či sestupu bubliny se nestačí projevit tepelná výměna mezi bublinou a atmosférou, nedochází ani k výměně hmoty vzduchu, a celý proces tak považujeme za adiabatický. Tlak vzduchu v bublině a v jejím okolí se rychle vyrovnává a v dané hladině je stejný uvnitř i vně bubliny. Dokonce i za přítomnosti turbulence si bublina může udržovat svoji „identitu“ po dobu své uvažované existence. K termické bublině můžeme přistupovat jako k termodynamické soustavě, kterou lze popsat tlakem, teplotou a směšovacím poměrem. Z těchto veličin je od okolního atmosférického prostředí zřetelně odlišná teplota vzduchu.
Vertikální rozdělení konvektivní směšovací vrstvy na tři podvrstvy [podle Driedonkse a Tennekese] vychází z charakteru interakce stoupavého proudu s jeho okolím: v přízemní vrstvě dochází k přenosu tepelné energie ze zemského povrchu do přiléhajícího vzduchu. Těsně u země je tento přenos zprostředkován molekulární difuzí, výše potom turbulentní výměnou. Tepelná energie se v přízemní vrstvě využije k expanzi vzduchových bublin a k uvedení do vertikálního pohybu směrem vzhůru vlivem kladného přebytku tepla vůči okolnímu vzduchu. Nad přízemní vrstvou následuje nejsilnější podvrstva — vrstva směšování. V její spodní části dochází k postupnému zrychlování výstupné rychlosti, jak ukázaly experimenty s měřením pomocí letadel. K uvedení do vertikálního pohybu je žádoucí, i když nikoli nutný, nějaký vnější impuls, například mechanický (závan větru, proudění větru do zužujícího se prostoru, pohyb tělesa po zemském povrchu, turbulence způsobená větrem vanoucím přes překážky). Ve vrcholové části konvektivní vrstvy je zóna vtahování, častěji označovaná anglickým termínem entrainment zone. Její tloušťka se pohybuje mezi 10–60 % celé konvektivní vrstvy a je charakteristická turbulentním prolínáním se vzduchem z volné atmosféry, ležícím nad ní — tento vzduch je vlivem turbulence zatahován dolů do entrainment zone, kde se mísí se vzduchem v konvektivní vrstvě.
V instabilní přízemní vrstvě identifikujeme „malé struktury“, jako vertikálně se pohybující a vztlakující bubliny, čáry konvergence, plošně větší oblasti stoupajícího vzduchu, prachové víry. Ve vyšších partiích směšovací vrstvy pozorujeme termické struktury větších rozměrů, horizontálně rotující víry a konvektivní proudy mezoměřítkových rozměrů. V entrainment zone ve vrcholové části směšovací vrstvy nacházíme přerývanou turbulenci, přesahující termiku, Kelvinovy–Helmholtzovy vlny, dynamické vlny na rozhraní dvou odlišných vektorů proudění [anglicky ozn. „gravity waves“] a někdy oblačnost. Velmi často se celá konvektivní mezní vrstva ztotožňuje se směšovací vrstvou.
Pro vyvolání výstupného pohybu jsou potřebné určité fyzikální podmínky. Nejdůležitější z nich je získání potřebného přebytku tepelné energie vzduchové částice, dále vhodný spouštěcí mechanismus termiky, jímž může být například nějaký mechanický impuls (turbulence, vynucené zakřivení proudnic větru, orografie, konfluence, nasouvání chladnějšího vzduchu nad prohřátý terén, atp.).
Pro udržení výstupného pohybu jsou pak potřeba další podmínky. Zkombinováním rovnice hydrostatické rovnováhy a první hlavní věty termodynamické obdržíme vztah, popisující změnu teploty vystupující částice podél vertikály:
{\displaystyle \left({\frac {\mathrm {d} T}{\mathrm {d} z}}\right)_{d}=-{\frac {g}{c_{p}}}} [vztah 1],
kde g je tíhové zrychlení, cp je měrné teplo nenasyceného vzduchu při stálém tlaku. Výraz (dT/dz)d představuje suchoadiabatický vertikální teplotní gradient. Někdy se též nazývá nenasyceně-adiabatický, jelikož pojmem „suchoadiabatický“ by se správně měl rozumět proces pro vzduch, jenž neobsahuje žádnou vodní páru, zatímco „nenasyceně-adiabatický“ chápe vzduch s nenulovým, avšak současně méně než stoprocentním nasycením vodní párou. Protože je však rozdíl mezi zcela suchým vzduchem a nenasyceným vzduchem z hlediska termodynamiky zanedbatelný, používají se pro nenasycený vzduch stejné rovnice, jako pro vzduch zcela suchý. Jak je vidět, výstupné a sestupné pohyby vzduchových částic se považují za adiabatický proces, tzn. pro zjednodušení se předpokládá, že nedochází k energetické výměně mezi vzduchovou částicí a jejím bezprostředním okolím.
Jestliže je teplota vystupující vzduchové částice vyšší, než teplota okolní atmosféry, existuje zrychlení, resp. (při jednotkové hmotnosti částice) síla, směřující vzhůru a uvádějící tuto částici do pohybu. Je tedy zřejmé, že pro trvání výstupného pohybu vzduchové částice je nezbytně nutný kladný přebytek její teploty, tj.
{\displaystyle \left({\frac {\mathrm {d} T}{\mathrm {d} z}}\right)_{\text{atmosféry}}>\left({\frac {\mathrm {d} T}{\mathrm {d} z}}\right)_{d}} [vztah 2],
přičemž průběh (dT/dz)atmosféry se nazývá teplotní zvrstvení nebo také stratifikace atmosféry. Pokud je v nenasyceném vzduchu splněna podmínka [vztah 2], mluvíme o instabilním či také labilním zvrstvení, při kterém se může termická konvekce úspěšně rozvíjet a trvat. Naopak, pokud platí, že
{\displaystyle \left({\frac {\mathrm {d} T}{\mathrm {d} z}}\right)_{\text{atmosféry}}<\left({\frac {\mathrm {d} T}{\mathrm {d} z}}\right)_{d}} [vztah 3]
je atmosféra tzv. stabilní (pro nenasycený vzduch) a případný výstupný pohyb vzduchové částice (který jí byl udělen například nějakým vnějším impulsem, jako je vynucený výstup přes překážku, apod.) brzy zaniká, neboť síla, která na vzduchovou částici působí, směřuje nyní kolmo k zemskému povrchu dolů. V takovémto prostředí termika nevzniká. Velikost této síly je dána vztahem
{\displaystyle F=-\left[{\frac {r_{p}-r_{e}}{r_{e}}}\right]g={\frac {\left[{\frac {T_{V}(z)_{p}-T_{V}(z)_{e}}{T_{V}(z)_{e}}}\right]}{g}}} [vztah 4],
kde index p přiřazuje danou proměnnou vystupující vzduchové částici (z angl. "parcel"), index e přiřazuje proměnné atmosférickému okolí (z angl. "environment"), proměnná r je hustota vzduchu, TV je virtuální teplota, g je tíhové zrychlení, z je výšková souřadnice.
Pro vzduch nasycený vodní párou je situace komplikovanější. Vlivem uvolňování tzv. latentního tepla z kondenzující vodní páry je pak vertikální teplotní gradient nižší:
{\displaystyle \left({\frac {\mathrm {d} T}{\mathrm {d} z}}\right)_{s}=g{\dfrac {1+{\tfrac {L_{v}r_{v}}{RT}}}{c_{p}+{\tfrac {{L_{v}}^{2}r_{v}e}{RT^{2}}}}}} ≈ 0,0065 km−1 [vztah 5],
kde g je tíhové zrychlení, cp je měrné teplo suchého vzduchu při stálém tlaku, Lv je latentní teplo uvolňované při kondenzaci vodní páry (Lv ≈ 2500,106 J·kg−1), R je měrná plynová konstanta, rv je směšovací poměr vodní páry, T teplota, e je poměr měrných plynových konstant suchého a vlhkého vzduchu (e = Rd/Rv).
Pro posouzení míry instability použijeme hodnotu (dT/dz)d, resp. (dT/dz)s:
Nechť hodnota Gatmosféry = −dT/dz, tzn. vertikální průběh teploty ve skutečné atmosféře. Potom je stav, kdy Gatmosféry < (dT/dz)d ve vzduchu nenasyceném, případně Gatmosféry < (dT/dz)s ve vzduchu nasyceném vodní párou, označován jako stabilní atmosféra. Přitom stav (dT/dz)d > Gatmosféry > (dT/dz)s nazýváme podmíněnou instabilitou, při níž je podmínkou instabilního teplotního zvrstvení nasycení vzduchové částice vodní párou. Stav Gatmosféry > (dT/dz)d potom nazýváme absolutní instabilitou, při níž je atmosféra instabilní bez ohledu na obsah vlhkosti. Podmínky instability můžeme definovat také pomocí potenciální teploty:
Stav, kdy dQ/dz > 0, resp. −dQ/dp > 0, označujeme jako stabilní zvrstvení. Stav dQ/dz = 0, resp. −dQ/dz = 0, znamená neutrální (indiferentní) zvrstvení, stav dQ/dz < 0, resp. −dQ/dp < 0, představuje instabilitu; uvažujeme vzduch nenasycený vodní párou. Symbolem Q zde označujeme hodnotu potenciální teploty, obvykle značené řeckým písmenem theta.
Míra instability může být značně ovlivněna horizontální advekcí teploty a poměrné vlhkosti. Publikace Moist Convective Initiation from Mesoscale Boundary Layer Processes zmiňuje čtyři úpravy částicové teorie (Rogers a Yau, 1989), které ovlivňují náhled na konvektivní pohyby a tvar proudů. Vztlaková síla je zde formulována vztahem
{\displaystyle F=\left({\frac {T_{vp}}{T_{ve}}}\right)-(1+\mu )} [vztah 6],
kde Tvp je virtuální teplota vzduchové částice, Tve je virtuální teplota jejího atmosférického okolí, {\displaystyle \mu } je směšovací poměr uvnitř vzduchové částice. První úprava pramení z přítomnosti vody ({\displaystyle \mu '}) ve stoupající vzduchové částici. Předchozí vztah potom má tvar
{\displaystyle F={\frac {T_{vp}(1-\mu ')}{T_{ve}}}-(1+\mu )} [vztah 7].
Další modifikace vychází z existence kompenzačních sestupných proudů — předpokládá se, že pokud se vzduchová částice zvedne od zemského povrchu a stoupá, musí být nahrazena jiným vzduchem, který do jejího výchozího místa sklesá z okolní atmosféry. Tento sestupný pohyb je provázen adiabatickým ohříváním vzduchu. Dá se předpokládat, že v přízemní vrstvě, v níž je vlivem silného přehřátí zemského povrchu nadadiabatický vertikální teplotní gradient, bude mít sestupující vzduch, ochlazující se adiabaticky, ochlazující a stabilizující účinek. Ten však bude dočasný, dokud se vzduch od zemského povrchu opět neprohřeje. Časový interval, po jehož dobu se bude takto sklesaný vzduch prohřívat na teplotu, při níž dojde k dalšímu odtrhu vzduchové částice, bude záviset na množství tohoto vzduchu a na rychlosti prohřívání. Množství sestoupeného vzduchu má podle publikace Moist Convective Initiation from Mesoscale Boundary Layer Processes vztah s velikostí stoupající vzduchové částice:
{\displaystyle {\frac {w'}{w}}={\frac {A}{A'}}} [vztah 8],
kde w je vertikální rychlost, A je plocha průřezu sestupující či vystupující vzduchové částice, přičemž apostrofované hodnoty se týkají sestupného vzduchového proudu. Třetí úprava započítává směšování vzduchu stoupající vzduchové částice se vzduchem v jejím bezprostředním okolí. Všeobecný poměr vtahování se uvádí jako následující formule:
{\displaystyle E={\frac {1}{m}}\left({\frac {\mathrm {d} m'}{\mathrm {d} t}}\right)} [vztah 9],
kde m je hmotnost vzduchu uvnitř stoupající vzduchové částice, dm‘/dt je množství okolního vzduchu, vtahovaného turbulentním mísením do stoupající vzduchové částice za čas dt. Tento příklad je přirovnáván k výstupu horkého vzduchu komínem (Siebesma a Holtslag, 1996). Ve standardním pohledu na problematiku proudí horký vzduch vzhůru komínem a nemůže se mísit se vzduchem, který je na vnější straně tohoto komínu. Nahoře z komínu proudí ven a následně po vnější straně komínu klesá zase k zemi. Uvedená modifikace však uvažuje komín prodyšný, který umožňuje určité prosakování teplejšího a vlhčího vzduchu z komínu ven skrze svislé stěny a také prosakování chladnějšího a suššího vzduchu zvenčí dovnitř. Vlivem tohoto směšování je výstupná vertikální rychlost teplejšího vzduchu uvnitř komínu poněkud snížena.
Poslední úprava částicové teorie bere v potaz aerodynamický odpor této stoupající vzduchové částice. Stoupající vzduch je v podstatě těleso, které se pohybuje v obklopujícím vzduchovém prostředí určitou rychlostí. Tento proces můžeme přirovnat ke stoupajícímu horkovzdušnému balónu, na nějž vlivem jeho pohybu skrze atmosféru působí síla aerodynamického odporu a brzdí jeho vertikální zrychlení. Jestliže na vzduchovou částici nahlížíme jako na bublinu, bude její výstupná rychlost rovna:
{\displaystyle w=c{\sqrt {gFr}}} [vztah 10],
kde w je vertikální rychlost bubliny, c je bezrozměrný součinitel aerodynamického odporu (přibližně c = 1,2), F je průměrná vztlaková síla působící na vystupující bublinu, g je tíhové zrychlení, r je poloměr bubliny. Tuto rovnici můžeme dále upravit na tvar
{\displaystyle w=c{\sqrt {\left[{\frac {(T_{p}-T_{e})g}{T_{e}}}\right]gr}}} [vztah 11],
kde Tp je teplota vystupující bubliny, Te je teplota obklopující atmosféry. Další úpravou obdržíme tvar této rovnice:
{\displaystyle w=cg{\sqrt {r{\frac {T_{p}-T_{e}}{T_{e}}}}}} [vztah 12]
a s přihlédnutím ke konstantám c = 1,2, g = 9,81 ms−2 pak možno zapsat
{\displaystyle w=11,8{\sqrt {r{\frac {T_{p}-T_{e}}{T_{e}}}}}}[vztah 13].
Z této rovnice plyne závislost vertikální rychlosti na průměru či velikosti vystupující vzduchové částice. Odtud lze také předpokládat, že vertikální rychlost konvektivních stoupavých proudů bude v přízemní vrstvě a v malých výškách nad ní (přibližně do 300 m nad zemí) poměrně malá, protože termika zde má tvar jednotlivých menších vzduchových bublin, které se teprve ve výškách 150–300 m nad zemí slévají do větších celků a vzrůstá jejich výstupná rychlost.
Dalším způsobem, jak odhadnout vertikální rychlost termických stoupavých proudů, je využití hodnoty CAPE, která je počítána modelem ALADIN, provozovaným ČHMÚ. CAPE je dostupná energie instability, která se rovná práci, vykonané adiabaticky vystupující vzduchovou částicí z hladiny volné konvekce (HVK) do hladiny nulového vztlaku (HNV). CAPE je definována vztahem
{\displaystyle {\text{CAPE}}=g\int _{HVK}^{HNV}{\frac {T_{p}-T_{e}}{T_{e}}}\mathrm {d} z} [vztah 14],
kde příslušné symboly byly již dříve vysvětleny; spodní integrační mez je HVK, horní pak HNV. Podmínkou pro to, aby hodnota CAPE byla kladná, je existence HVK. Fyzikální rozměr CAPE je J/kg, resp. m2/s2. Při mírné až silné konvekci nabývá hodnot 1000–3000 J/kg, někteří autoři (Hagen a Finke, 1999; Schiesser a kolektiv, 1995) uvádějí hodnoty CAPE pro dny s krupobitím mezi 660–940 J/kg. Obecně možno považovat hodnoty CAPE nad 600 J/kg za dosti vysoké s pravděpodobností vzniku bouřky. V podmínkách České republiky se vyhodnocovaly CAPE z aerologických sondáží z Prahy-Libuše za období let 1971–1999 a 1994–1999; ukázalo se, že hodnoty nad 1000 J/kg se u nás vyskytují nejčastěji v období květen–srpen, hodnoty nad 2000 J/kg v červnu a červenci (Řezáčová, 2000). V literatuře se uvádí, že maximální očekávaná vertikální rychlost wmax v hladině HNV je dána vztahem
{\displaystyle w_{max}={\sqrt {2{\text{CAPE}}}}} [vztah 15]
za předpokladu, že vzduchová částice je v HVK v klidu, výstupný proud nevtahuje žádný sušší a chladnější vzduch z okolí. Dále se uvádí, že odhady vertikální rychlosti, vycházející z měření v reálné atmosféře, odpovídají nižším hodnotám než wmax. Na omezení vertikální rychlosti má vliv především vtahování chladnějšího vzduchu do stoupavého proudu, přítomnost kondenzačních produktů a vertikální poruchy síly tlakového gradientu, takže skutečná vertikální rychlost je asi poloviční oproti wmax. Posledně uvedenou rovnici s přihlédnutím k tomuto faktu lze tedy zapsat
{\displaystyle w_{max}=0,7{\sqrt {\text{CAPE}}}} [vztah 16].
Atmosférická konvekce je vždy více či méně turbulentní a nabývá mnoha různých modifikací:
- bezoblačné termické stoupavé proudy, které při svém výstupu nedostoupí do kondenzační hladiny. Konvekce v mezní vrstvě je tzv. suchá a poměrná vlhkost je v celém vertikálním rozsahu mezní vrstvy nižší než 100 %.

- vystupující bubliny dostatečně vlhkého teplejšího vzduchu, které při výstupu dosáhnou hladiny kondenzace, nad níž se pak formují kupovitá oblaka. V závislosti na dalších podmínkách v atmosféře se pak oblaka mohou rozvíjet do velkých oblačných útvarů, jakými jsou například bouřkové oblaky Cb. Během kondenzování oblačné vody dochází k uvolňování latentního tepla, které přispívá ke zvýšení vztlakové síly. Značná část energie se při výstupu částice spotřebuje na překonání gravitační síly, avšak energie, která je navíc, stačí k utváření některých velmi silných projevů počasí. Vertikální transport vlhkosti konvekcí nad hladinu 600 hPa je viditelný také na družicových snímcích v oboru WV (Water Vapour). Tento typ konvekce se označuje anglickým termínem „deep moist convection“ (DMC, český ekvivalent není zaveden, možno použít termín „vysoká konvekce vlhkého vzduchu“ či „konvekce vlhkého vzduchu do velkých výšek“). Mělká konvekce, v anglické literatuře označovaná výrazem „shallow convection“, s nižším vertikálním rozsahem, může být pozorována v rámci denní doby dříve než DMC na snímcích ve viditelném a infračerveném oboru spektra.

Můžeme rozlišovat dva hlavní druhy termické konvekce:
- konvekce volná, někdy též označovaná jako „gravitační“ nebo „vztlaková“. Pohyby vzduchových částic jsou především vertikálně orientované a vyvolávané vztlakovou silou, vyplývající z teplotní instability, s význačnými místními odchylkami od hydrostatické rovnovány. Volná konvekce může také souviset s neadiabatickým přenosem tepla prostřednictvím insolace (krátkovlnné záření) nad povrchem, který má vyšší tepelnou kapacitu, než ostatní povrchy v jeho okolí. Volná konvekce nastává také nad povrchy s větší insolací, způsobenou expozicí skloněného svahu vůči slunečním paprskům.

- konvekce vynucená, kdy je vertikální pohyb způsoben mechanickou silou. Taková situace může nastat například při proudění větru přes zakřivený či jinak nerovný terén. Dále takto může působit tření proudícího vzduchu v místě, kde tekutina hraničí s terénem nebo jiným typem proudění a na rozhraní je tak vyvolávána turbulence. Konvekce se může nuceně tvořit i tam, kde je pohyb vzduchu vyvolán vzniklým tlakovým gradientem. Mimoto je tento typ konvekce způsobován i orografickou konvergencí proudění, stoupáním vzduchu v závětrné turbulenci za horskými hřebeny či gravitačními vlnami.